# Santiago Pons Quintana

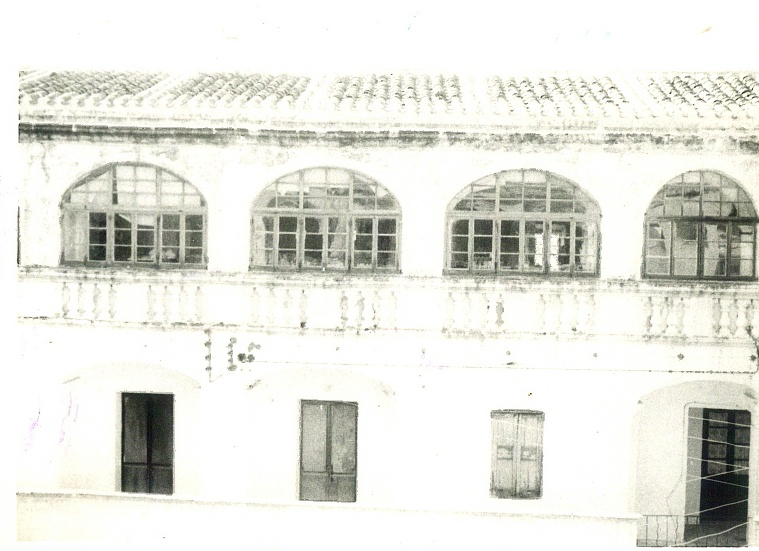
Primer taller de Santiago Pons Quintana al Pati de sa Lluna, Alaior

Santiago Pons Quintana   (Alaior, 29 de juny de 1929 - 5 de març de 2020) fou un empresari menorquí del calçat, i fill Il·lustre d'Alaior.

## Biografia
Nascut a Alaior l'any 1929. El seu pare Santiago Pons Victory era barber i sabater i la seva mare Magdalena Quintana Vinent, treballadora del calçat. Va realitzar els seus estudis a l'escola laica d'Alaior i va poder realitzar els estudis de batxillerat gràcies a Joan Hernández Mora durant la seva estada a Alaior.
Durant i després de la Guerra Civil espanyola, tal com recull a la seva propia autobiografia, com molts menorquins, va sofrir la fam i les necessitats que imperaven a Menorca, a la que es va afegir la manca del pare, Santiago Pons Victory, empresonat al final de la guerra, deixant com a únic puntal la seva mare. Va aprendre els oficis relacionats amb el calçat gràcies al seu oncle, Pepe Quintana, amb una primera oportunitat per treballar i la ajuda durant l'absència del seu pare del 9 d'abril de 1939 fins 1944.
Superada aquesta situació i el servei militar, va començar a fabricar a les seves estones lliures, amb l'ajut dels seus pares, sabates per nen, que s'exposaven i es venien a la botiga "Can Dineru", de la Plaça Constitució d'Alaior, propietat encara avui en dia de la família de la que seria la seva esposa, Inés Palliser Mascaró. A aquesta botiga es a la que es va realitzar la primera comanda per Santiago Pons Quintana, per produir sabates de nen per Islàndia. En aquestes circumstàncies va emprendre la seva pròpia empresa, i fabricar aquestes sabates juntament amb la seva família.
Amb aquesta comanda es posava en funcionament l'empresa SANTIAGO PONS QUINTANA, S.A. tal com es coneix avui en dia l'any 1953.
El primer taller de l'empresa es va ubicar al Pati de sa Lluna, posteriorment a l'edifici que seria la seva casa al Carrer des Forn, 7 d'Alaior i finalment al Carrer de Baixamar, 120 també d'Alaior.
De les sabates per nen es va passar a les sabatilles i babutxes de casa, que van suposar una expansió internacional de l'empresa. Aquestes sabatilles van arribar inclús a la Reina Elisabet II del Regne Unit que va calçar sabatilles Pons Quintana en el seu viatge oficial al Japó l'any 1975.
Santiago Pons Quintana va participar activament en institucions públiques i privades d´Alaior i Menorca, va ser Primer Tinent d'Alcalde de l'Ajuntament d'Alaior al consistori format després de les primeres eleccions democràtiques, va ser un dels fundadors de la Creu Roja a Alaior, va donar suport al CE Alaior, President del Centre Cultural, Agrícola i Mercantil d'Alaior, President de la Federació de la Petita i Mitjana Empresa de Menorca, President de la Federació de la Petita i Mitjana Empresa de les Illes Balears i Vicepresident de la Federació de Industries del Calçat Espanyol.
El llibre editat per l'Institut Menorquí d'Estudis, Trenta-cinc empresaris menorquins. Èxit individual i progrés social. considera Santiago Pons Quintana un dels referents del calçat a Menorca.
Després de la seva mort, l'Ajuntament d'Alaior va promoure l'expedient pel seu nomenament com a fill il·lustre de la vila, així com la dedicació d'un carrer al poble, nomenament que va ser aprovat en la sessió extraordinària del Ple de l'Ajuntament d'Alaior de dia 9 de març de 2022.